# Xerox
Xerox Corporation /ˈzɪərɒks/ (tên khác: Xerox, cách điệu thành xerox từ năm 2008, trước đó là XEROX từ 1960 tới 2008) là một công ty toàn cầu của Mỹ bán các giải pháp tài liệu và dịch vụ, và các sản phẩm công nghệ tài liệu tại hơn 160 quốc gia. Trụ sở chính của Xerox ở Norwalk, Connecticut (chuyển từ Stamford, Connecticut vào tháng 10 năm 2007), mặc dù số lượng lớn nhất của nhân viên tập trung tại Rochester, New York, nơi mà công ty được thành lập. Công ty đã mua Affiliated Computer Services với giá 6,4 tỷ đô la vào đầu năm 2010. Là một công ty phát triển lớn, công ty luôn nằm trong danh sách Fortune 500.
Vào ngày 31 tháng 12 năm 2016, Xerox tách hoạt động kinh doanh dịch vụ quy trình kinh doanh thành một công ty mới, Conduent. Xerox tập trung vào công nghệ tài liệu và gia công phần mềm văn bản, và tiếp tục buôn bán trên NYSE.
Các nhà nghiên cứu tại Xerox và Trung tâm Nghiên cứu Palo Alto đã phát minh ra một số yếu tố quan trọng của máy tính cá nhân, chẳng hạn như GUI, chuột máy tính và máy tính để bàn. Những khái niệm này đã bị ban giám đốc coi thường, và sau đó đã ra lệnh cho các kỹ sư Xerox chia sẻ chúng với các kỹ sư Apple. Các khái niệm này đã được Apple học hỏi, và sau đó là Microsoft. Với sự giúp đỡ của những yếu tố đổi mới này, Apple và Microsoft đã thống trị cuộc cách mạng máy tính cá nhân những năm 1980, trong khi Xerox không đóng vai trò một công ty dẫn dắt thị trường.

## Lịch sử
Xerox được thành lập vào năm 1906 tại Rochester, New York, dưới tên The Haloid Photographic Company. Ban đầu, công ty chuyên sản xuất giấy ảnh và thiết bị liên quan.
Vào năm 1938, Chester Carlson, một nhà vật lý làm việc độc lập, đã phát minh ra quy trình in ảnh bằng cách sử dụng một tấm kim loại được phủ một lớp chất quang dẫn tích điện và "mực in" dạng bột khô. Tuy nhiên, đã mất hơn 20 năm để hoàn thiện và thương mại hóa công nghệ này, khi máy tạo bản sao tự động đầu tiên được phát triển, sử dụng bộ nạp tài liệu, đèn quét và trống quay.
Joseph C. Wilson, được biết đến như "người sáng lập Xerox", đã tiếp quản công ty Haloid từ cha mình. Ông đã nhận thấy tiềm năng của phát minh của Carlson và vào năm 1946, ông đã ký một thỏa thuận để phát triển nó thành một sản phẩm thương mại. Wilson tiếp tục đảm nhiệm vai trò Chủ tịch/Giám đốc điều hành của Xerox cho đến năm 1967 và tiếp tục giữ chức Chủ tịch cho đến khi ông qua đời vào năm 1971.
Để tạo ra một thuật ngữ phân biệt cho công nghệ mới của mình, Haloid đã thuê một học giả người Hy Lạp từ Đại học Bang Ohio và đã đặt ra thuật ngữ "xerography" từ hai từ gốc Hy Lạp có nghĩa là "viết khô".
Haloid đã thay đổi tên thành Haloid Xerox vào năm 1958 và sau đó là Xerox Corporation vào năm 1961.
Trước khi ra mắt máy 914, Xerox đã thử nghiệm thị trường bằng cách giới thiệu một phiên bản thử nghiệm của một thiết bị hoạt động bằng tay, được gọi là Flat-plate 1385. Tuy nhiên, 1385 không phải là một máy photocopy khả thi do hoạt động chậm chạp. Do đó, nó đã được bán như một máy tạo bản in cho Addressograph-Multigraph Multilith 1250 và các máy in offset liên quan đến in offset trên thị trường in thạch bản offset. Máy này chỉ cải thiện hơn một chút so với một máy ảnh tấm chất lượng cao có sẵn trên thị trường. Nó được trang bị ánh sáng và chức năng hẹn giờ. Tấm phim/tấm thủy tinh đã được thay thế bằng tấm nhôm tráng selen. Việc áp dụng công nghệ điện thông minh đã tạo ra một phương pháp nhanh chóng và tái sử dụng được cho phim. Người dùng có kỹ năng có thể tạo ra các bản in nhanh chóng với chất lượng cao hơn so với hầu hết các phương pháp khác. Ban đầu, Xerox là một nhà cung cấp cho ngành công nghiệp in thạch bản offset, nhưng sau đó họ đã đặt mục tiêu chiếm lĩnh một phần thị phần của công nghệ in offset.
Sau năm 1385, Xerox đã phát triển máy in xerographic tự động đầu tiên có tên Copyflo vào năm 1955. Copyflo là một máy in vi phim lớn có khả năng tạo ra các bản in dương bản trên giấy cuộn từ bất kỳ loại vi phim âm bản nào. Sau đó, quy trình này đã được thu nhỏ lại để sản xuất máy in vi phim năm 1824. Chiếc máy in này vẫn còn khá lớn, nhưng đã giảm kích thước và trọng lượng chỉ còn bằng một nửa. Nó in trên tờ giấy cắt và được nạp bằng tay, kéo qua quy trình bằng một trong hai thanh kẹp. Một phiên bản thu nhỏ của hệ thống nạp giấy kẹp này đã trở thành cơ sở cho máy photocopy 813 để bàn.

### Xerox 914
Công ty trở nên nổi tiếng vào năm 1959 khi ra mắt Xerox 914, một máy photocopy giấy đơn lẻ được coi là thành công nhất trong lịch sử. Xerox 914 là sáng kiến của Carlson và John H. Dessauer. Đến cuối năm 1961, máy photocopy này đã trở nên rất phổ biến, và Xerox đã thu về doanh thu gần 60 triệu đô la. Chiến dịch quảng cáo sáng tạo của họ đã trưng bày rằng thậm chí cả con khỉ cũng có thể tạo ra các bản sao chỉ với một nút bấm - điều đơn giản này đã trở thành nền tảng cho các sản phẩm và giao diện người dùng của Xerox. Doanh thu của công ty đã tăng lên hơn 500 triệu đô la vào năm 1965.

### Máy in Xeronic
Vào năm 1956, Haloid đã thành lập một liên doanh tại Vương quốc Anh với công ty con của The Rank Organisation, có tên là Rank Precision Industries Ltd. Công ty con này đã được giao trách nhiệm cải tiến các sản phẩm của Xerox. Rank Precision Industries tiếp tục phát triển máy in Xeronic và thành lập công ty con Rank Data Systems Ltd. để đưa sản phẩm này ra thị trường. Máy in Xeronic đã sử dụng các ống tia âm để tạo ra ký tự và hình ảnh có thể được phủ lên từ các hình ảnh vi phim. Ban đầu, họ dự định bán Xeronic cho các công ty máy tính Ferranti và AEI như một thiết bị ngoại vi trực tuyến, nhưng sau đó, do các vấn đề về giao diện, Rank đã chuyển sang sử dụng kỹ thuật ngoại tuyến băng từ. Vào năm 1962, Lyons Computers Ltd. đã đặt hàng sử dụng máy tính LEO III của họ, và máy in Xeronic đã được chuyển giao vào năm 1964. Tuy nhiên, tốc độ in chỉ đạt 2.888 dòng mỗi phút, chậm hơn so với mục tiêu ban đầu là 5.000 dòng/phút.

### Những năm 1960
Vào những năm 1960, Xerox đã chiếm vị trí thống lĩnh thị trường máy photocopy. Năm 1960, một trung tâm nghiên cứu về xerography mang tên Trung tâm Nghiên cứu và Công nghệ Wilson đã được thành lập tại Webster, New York. Năm 1961, công ty đã chính thức đổi tên thành Xerox Corporation. Cổ phiếu của Xerox (XRX) đã được niêm yết trên Sở giao dịch chứng khoán New York vào năm 1961 và trên Sở giao dịch chứng khoán Chicago vào năm 1990.
Vào năm 1963, Xerox tung ra Xerox 813, máy photocopy đầu tiên cho bàn làm việc cá nhân. Năm 1973, Xerox giới thiệu phiên bản màu cơ bản dựa trên Xerox 914. Cả hai máy đều đã được nâng cấp và phát triển thành các phiên bản khác. Xerox cũng đã đạt bước đột phá với Xerox 2400 vào năm 1966. Máy này có tên theo số lượng bản in trong một giờ và được trang bị nhiều tính năng tiên tiến. Nó sau đó được nâng cấp thành Xerox 3600, tăng tốc độ lên 50%.
Cùng lúc đó, một nhóm phòng thí nghiệm nhỏ đã sử dụng máy photocopy và chỉnh sửa chúng để phát triển phương pháp in khô dài (LDX). Họ đã kết hợp máy photocopy 813 đã được sửa đổi với máy quét dựa trên CRT thông qua mạng điện thoại công cộng. Hệ thống LDX đã được giới thiệu vào năm 1964, và sau đó là Magnafax Telecopier vào năm 1966, một phiên bản nhỏ hơn, kinh tế hơn và có thể kết nối với điện thoại bàn. Tuy nhiên, máy fax không trở thành một thiết bị phổ biến cho đến những năm 1980.
Năm 1968, C. Peter McColough trở thành Giám đốc điều hành của Xerox sau khi đã làm việc lâu năm tại Haloid và Xerox. Trong năm đó, công ty cũng hợp nhất trụ sở chính tại Quảng trường Xerox ở trung tâm thành phố Rochester, New York, với tòa nhà Tháp Xerox cao 30 tầng.
Xerox đã tiến hành một loạt vụ mua lại. Vào năm 1962, họ mua lại University Microfilms International. Năm 1963, Electro-Optical Systems trở thành một phần của Xerox. Sau đó, vào năm 1967, RR Bowker cũng trở thành một công ty con của Xerox. Trong năm 1969, Xerox mua lại Scientific Data Systems (SDS), và đổi tên thành Xerox Data Systems (XDS). Họ đã sản xuất dòng máy tính Sigma và dòng máy tính lớn XDS 5xx trong thập kỷ 1960 và 1970. Tuy nhiên, Xerox đã bán XDS cho Honeywell vào năm 1975.

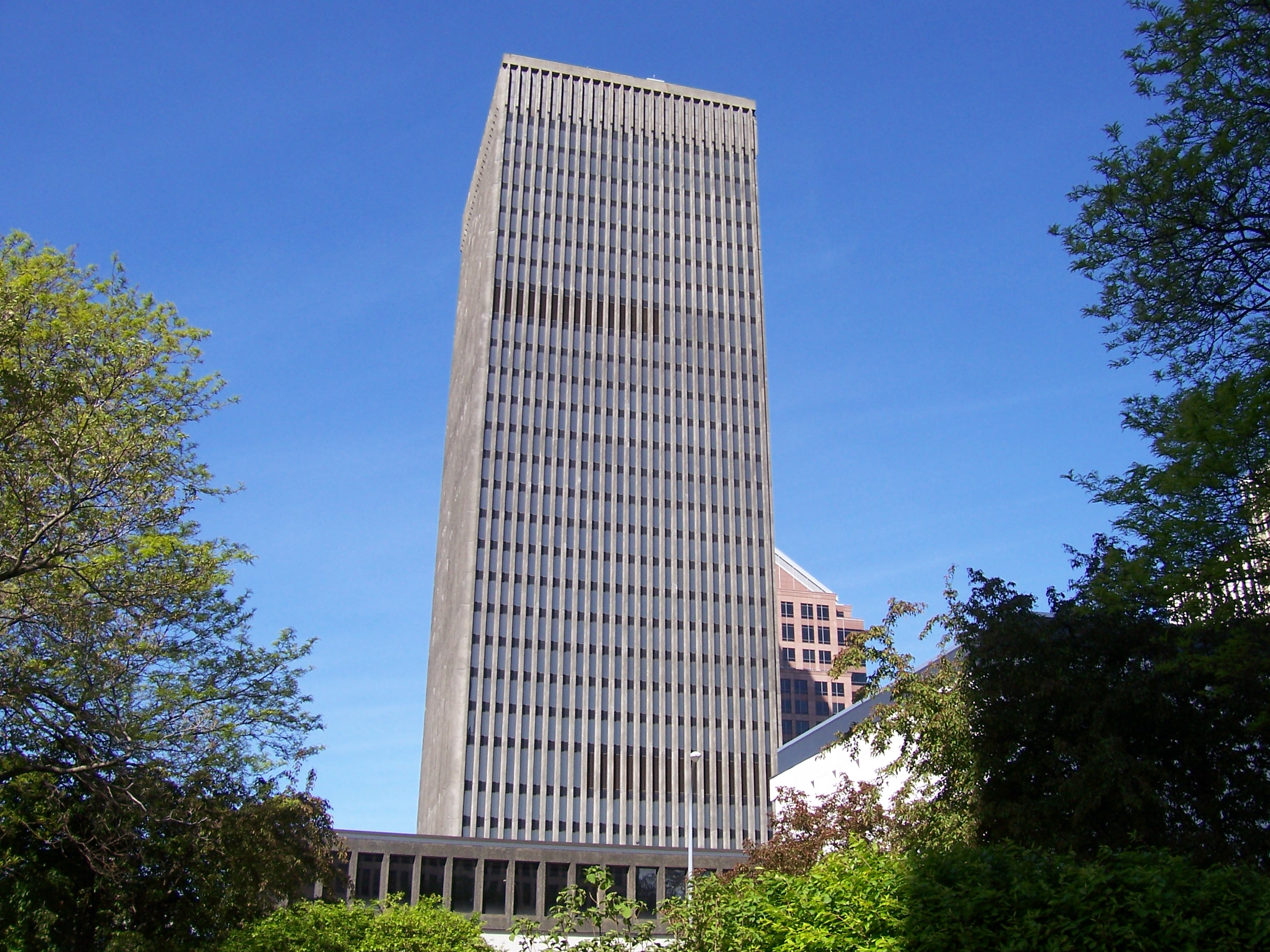
Tòa Xerox Tower ở Rochester, New York, được sử dụng làm trụ sở từ năm 1968 đến 1969.
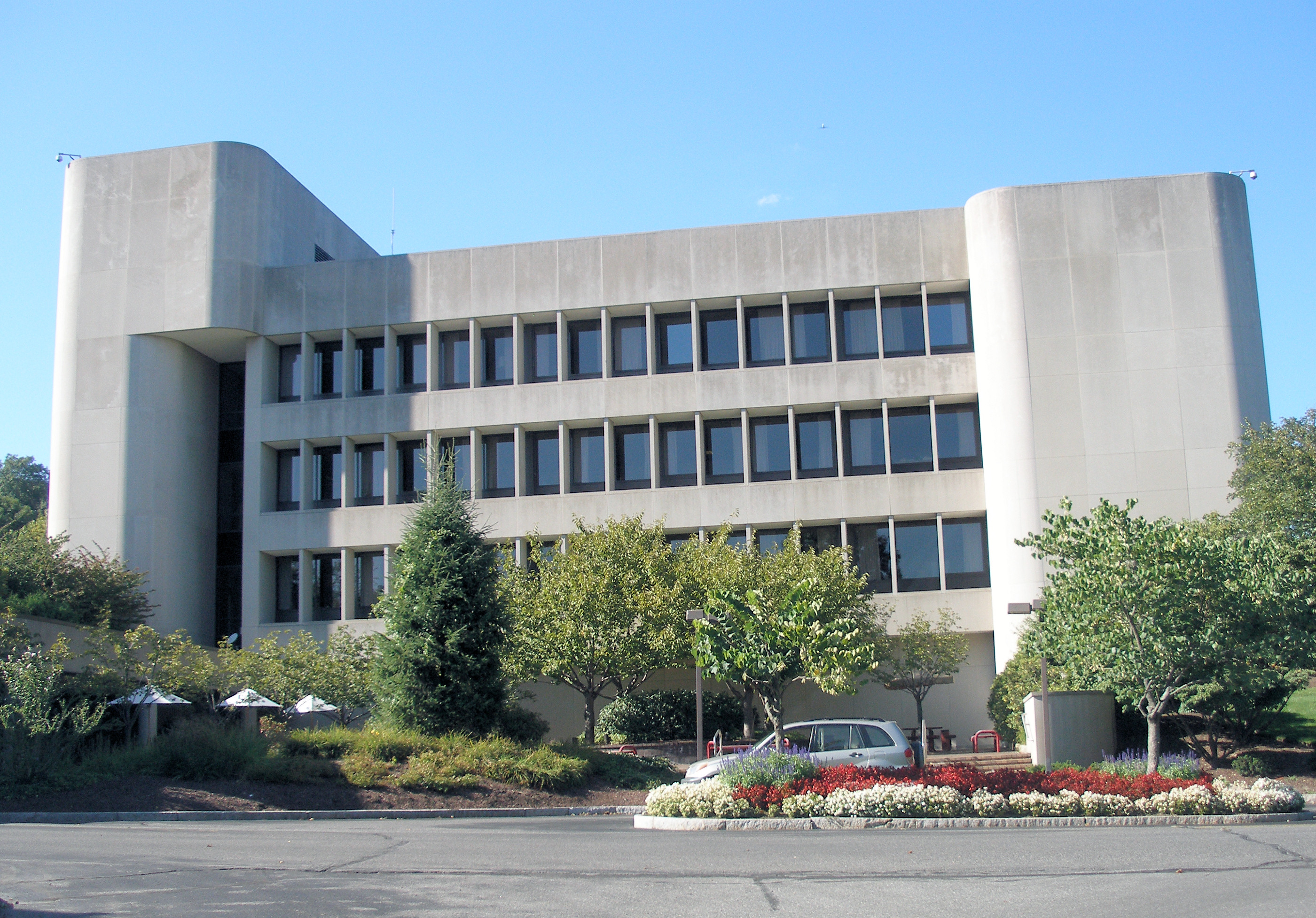
Stamford, Connecticut đã phục vụ làm trụ sở từ năm 1969 đến 2007.
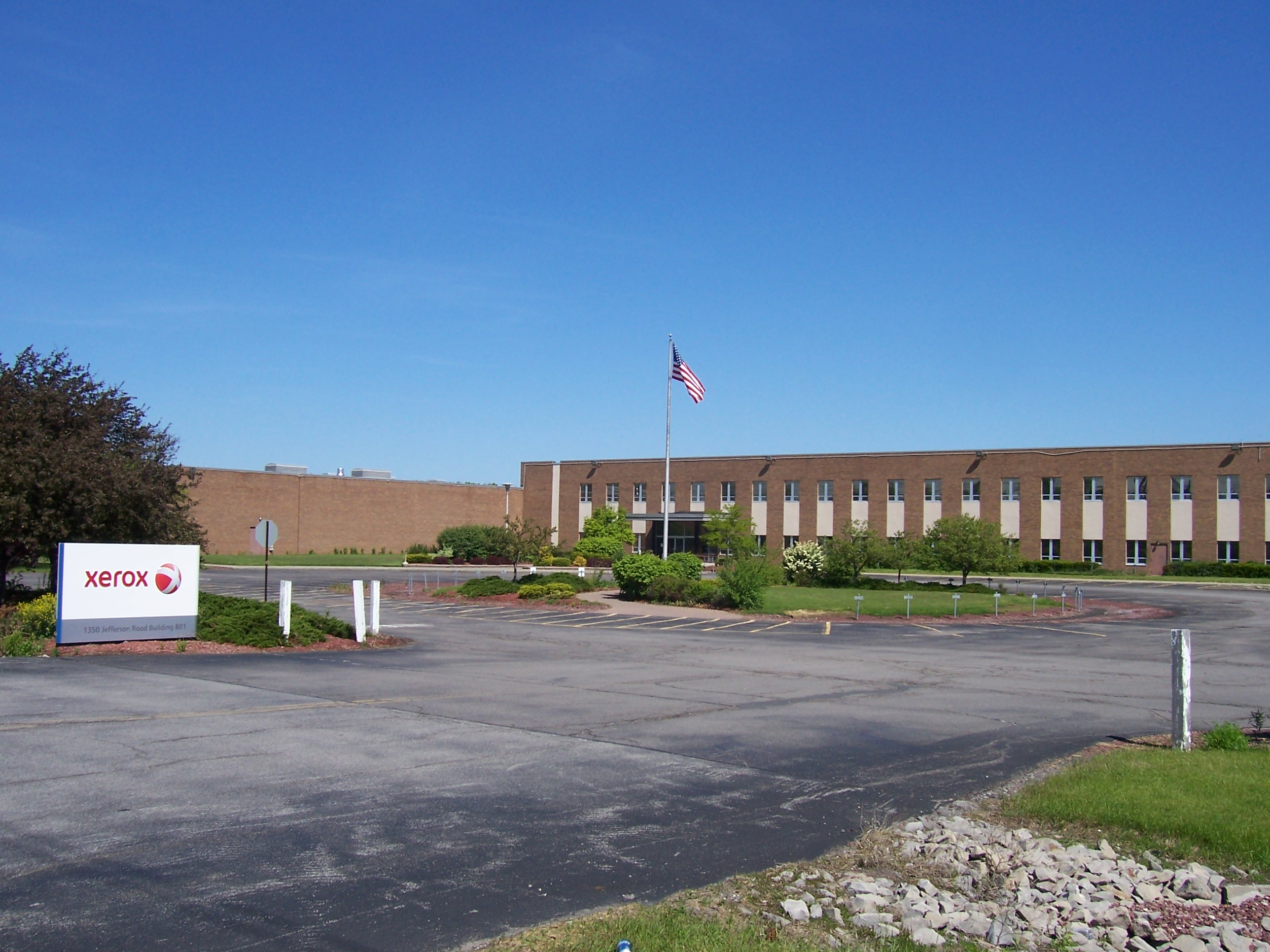
Nhà máy sản xuất trước đây ở Henrietta, New York, được xây dựng vào những năm 1960 và được bán cho Harris RF Communications vào năm 2010.
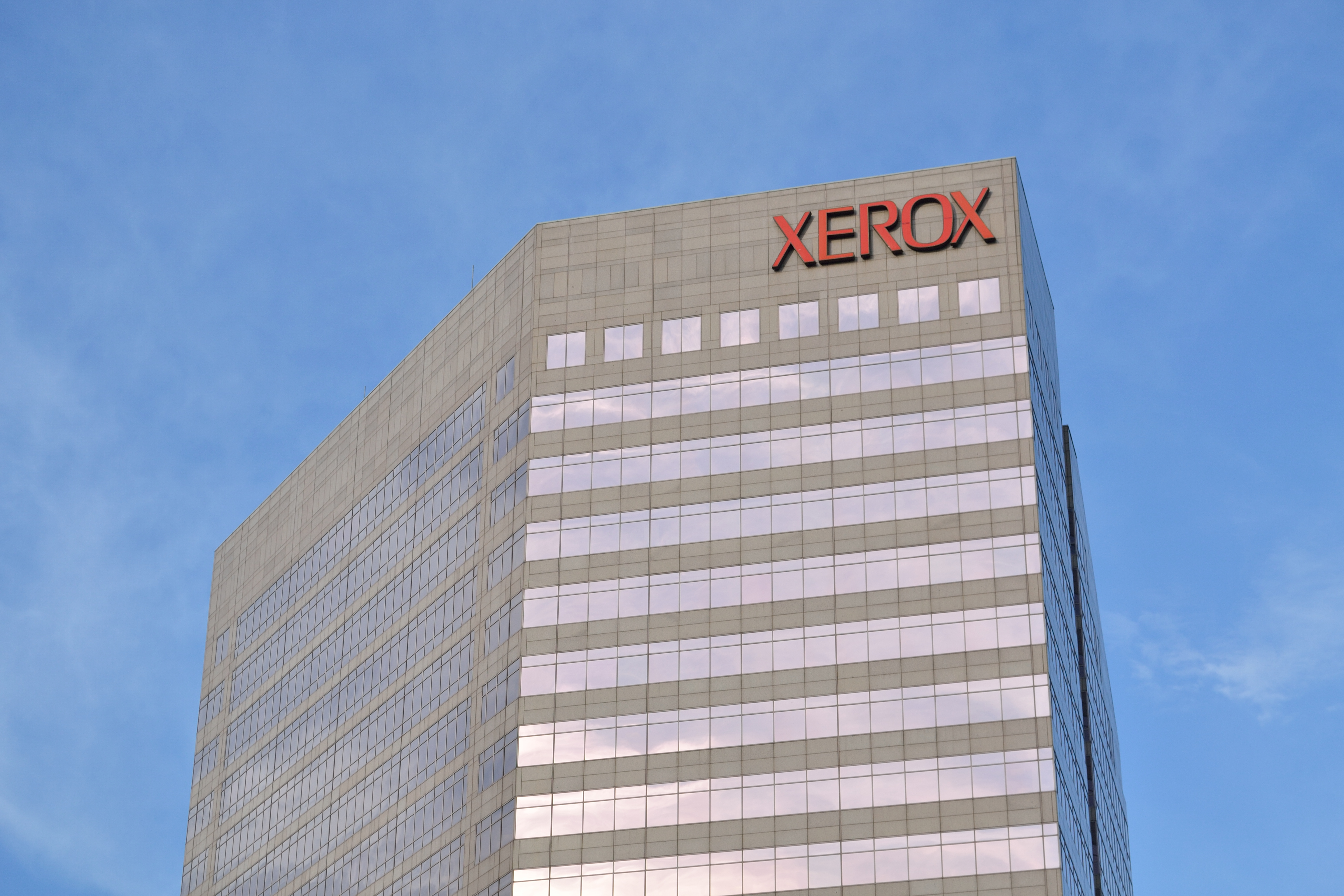
Văn phòng trụ sở Xerox Canada tại Trung tâm North American Life (Xerox Tower), North York, Ontario.
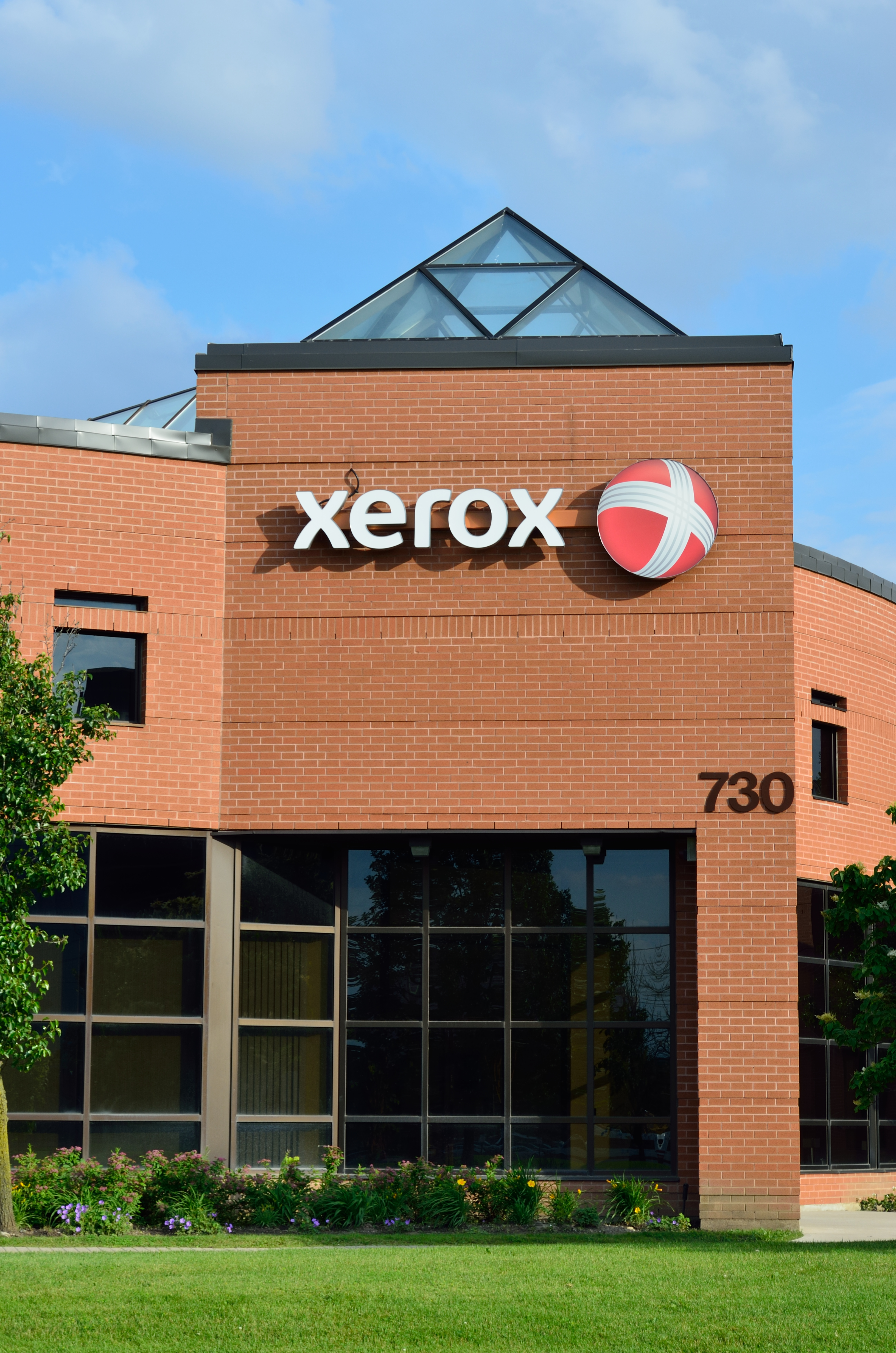
Trung tâm đào tạo Xerox.

### Những năm 1970
Archie McCardell được bổ nhiệm làm chủ tịch của Xerox vào năm 1971. Trong thời gian đó, Xerox đã ra mắt Xerox 6500, máy photocopy màu đầu tiên của minh. Dưới sự lãnh đạo của McCardell, công ty đã ghi nhận doanh thu, thu nhập và lợi nhuận kỷ lục vào các năm 1973, 1974 và 1975. John Carrol sau đó gia nhập công ty và mở rộng hoạt động của Xerox khắp Bắc Mỹ.
Trong những năm 1970, Xerox đã giới thiệu "Hệ thống nhân bản Xerox 9200". Ban đầu, nó được thiết kế để bán cho các cửa hàng in nhằm tăng năng suất của họ. Máy này nhanh gấp đôi tốc độ so với máy sao chép 3600, với khả năng hiển thị hai trang mỗi giây (tương đương 7200 trang mỗi giờ). Sau đó, Xerox cũng giới thiệu mẫu 9400, có tính năng in hai mặt tự động, và mẫu 9500, có thêm khả năng điều chỉnh tỷ lệ thu phóng và điều khiển độ sáng/tối điện tử.
Trong một quảng cáo Super Bowl vào năm 1975 cho máy 9200, Xerox đã giới thiệu một chiến dịch quảng cáo với nhân vật "Anh Dominic", một tu sĩ sử dụng hệ thống 9200 để tiết kiệm hàng thập kỷ soạn chép thủ công. Trước khi quảng cáo được phát sóng, có một số lo ngại về việc nó có thể bị cho là phê phán. Tuy nhiên, khi đoạn quảng cáo được chiếu cho Tổng giám mục New York, ông đã thấy nó thú vị và chúc phúc cho nó. Nhân vật Dominic, do diễn viên Jack Eagle thể hiện, trở thành hình ảnh đại diện cho Xerox trong những năm 1980.
Sau những năm đạt lợi nhuận kỷ lục, vào năm 1975, Xerox đối mặt với một vụ kiện chống độc quyền từ Ủy ban Thương mại Liên bang Hoa Kỳ (FTC), dưới sự chỉ đạo của Frederic M. Scherer. Xerox đã đồng ý thỏa thuận và buộc phải cấp phép toàn bộ danh mục bằng sáng chế của công ty, đặc biệt là cho các đối thủ cạnh tranh từ Nhật Bản. Trong vòng 4 năm sau thỏa thuận, thị phần của Xerox trên thị trường máy photocopy tại Mỹ đã giảm từ gần 100% xuống dưới 14%.
Vào năm 1979, Xerox đã mua Western Union International (WUI) để xây dựng cơ sở cho Mạng Viễn thông Xerox (XTEN) dùng cho liên lạc vòng cục bộ. Tuy nhiên, sau ba năm vào năm 1982, công ty đã nhận ra rằng ý tưởng này là một sai lầm và đã bán tài sản cho MCI với mức giá thua lỗ.

### Những năm 1980
David T. Kearns, một giám đốc điều hành của Xerox từ năm 1971, đã trở thành CEO của công ty vào năm 1982. Trong những năm 1980 và 1990, Xerox đã trải qua một quá trình tái sinh thành công thông qua việc cải tiến thiết kế chất lượng và tổ chức lại dòng sản phẩm. Mở rộng khỏi lĩnh vực máy photocopy, vào năm 1981, Xerox đã giới thiệu dòng máy đánh chữ bộ nhớ điện tử gọi là Memorywriter, và nhanh chóng chiếm được 20% thị phần, chủ yếu là do cạnh tranh với IBM.
Năm 1983, Xerox mua lại công ty bảo hiểm Crum & Forster và thành lập Xerox Financial Services (XFS) vào năm 1984. Vào năm 1985, Xerox bán các công ty con trong lĩnh vực xuất bản, bao gồm University Microfilms và RR Bowker. Năm 1986, Xerox giới thiệu máy photocopy màu 6500. Chiếc máy đầu tiên đã được bán tại Philadelphia do Jack Schneider trực tiếp tiếp thị.

### Những năm 1990

Xerox "Pixellated X" logo introduced in 1994

Vào năm 1990, Paul Allaire thay thế David Kearns và trở thành giám đốc điều hành của Xerox. Allaire tách Xerox khỏi lĩnh vực dịch vụ tài chính.
Trong những năm 1990, Xerox tiếp tục phát triển máy photocopy kỹ thuật số và cải tiến dòng sản phẩm. Điều này giúp Xerox trở thành nhà lãnh đạo về công nghệ so với các đối thủ cạnh tranh. Năm 1990, Xerox giới thiệu DocuTech Production Publisher Model 135, cho phép in theo yêu cầu. Đây là một máy in laser cao cấp với khả năng quét tích hợp. Xerox cũng thêm các tính năng bổ sung như in mạng và fax vào nhiều dòng máy, gọi là máy đa chức năng hoặc MFM, có thể kết nối vào mạng máy tính. Xerox cũng chuyển đổi sản phẩm thành dịch vụ, cung cấp dịch vụ tài liệu toàn diện cho các công ty, bao gồm cung cấp, bảo trì, cấu hình và hỗ trợ người dùng.
Vào năm 1994, Xerox giới thiệu chữ ký công ty "The Document Company" trên logo và giới thiệu chữ X kỹ thuật số màu đỏ. Chữ X kỹ thuật số biểu thị sự kết hợp giữa thế giới giấy và thế giới kỹ thuật số.
Sau đó, vào tháng 4 năm 1999, Richard Thoman thay thế Paul Allaire và trở thành chủ tịch Xerox. Thoman là người bên ngoài đầu tiên lãnh đạo Xerox. Tuy nhiên, ông đã từ chức vào năm 2000.

### Những năm 2000
Sau khi Richard Thoman từ chức, Paul Allaire trở lại vị trí Giám đốc điều hành và tiếp tục phục vụ cho đến khi Anne M. Mulcahy, một giám đốc điều hành khác có kinh nghiệm dài hạn trong Xerox, được bổ nhiệm. Anne M. Mulcahy đã đóng vai trò quan trọng trong việc xoay chuyển tình thế của Xerox. Bà được bổ nhiệm làm chủ tịch vào tháng 5 năm 2000, giám đốc điều hành vào tháng 8 năm 2001 và lại trở thành chủ tịch vào tháng 1 năm 2002. Bà đã triển khai một kế hoạch xoay chuyển tích cực giúp Xerox đạt lãi cả năm vào cuối năm 2002. Đồng thời, bà cũng tập trung vào việc giảm nợ, tăng nguồn tiền mặt và tiếp tục đầu tư vào nghiên cứu và phát triển.
Vào năm 2000, Xerox đã mua lại bộ phận hình ảnh và in màu của Tektronix tại Wilsonville, Oregon với giá 925 triệu USD. Thương vụ này đã mang lại dòng sản phẩm Xerox Phaser và công nghệ in mực rắn Xerox hiện đại.
Vào tháng 9 năm 2004, Xerox đã tổ chức một sự kiện để kỷ niệm 45 năm của Xerox 914. Từ năm 1959 đến 1976, hơn 200.000 chiếc máy photocopy Xerox 914 đã được sản xuất và phân phối trên toàn cầu. Sau đó, sản xuất Xerox 914 đã dừng lại. Ngày nay, Xerox 914 được coi là một phần của lịch sử Hoa Kỳ và nằm trong bộ sưu tập hiện vật của Viện Smithsonian.
Vào tháng 11 năm 2006, Xerox đã hoàn tất việc mua lại XMPie. XMPie là một nhà cung cấp phần mềm cho tiếp thị một-đối-một với dữ liệu đa phương tiện và biến đổi. Đây là thương vụ mua lại đầu tiên của Xerox mà XMPie được duy trì như một thực thể độc lập, là một công ty Xerox chứ không phải là một bộ phận. Từ đó đến nay, XMPie vẫn được lãnh đạo bởi người sáng lập ban đầu của nó, Jacob Aizikowitz.
Vào tháng 10 năm 2008, Xerox Canada Ltd. đã được vinh danh là một trong những nhà tuyển dụng hàng đầu tại Greater Toronto. Điều này đã được công bố bởi tờ báo Toronto Star và được Mediacorp Canada Inc. thực hiện.
Vào ngày 1 tháng 7 năm 2009, Ursula Burns đã trở thành Giám đốc điều hành của Xerox, kế nhiệm Anne Mulcahy. Với vị trí này, Burns trở thành người phụ nữ Mỹ gốc Phi đầu tiên đứng đầu một công ty có quy mô như Xerox.
Vào ngày 28 tháng 9 năm 2009, Xerox đã thông báo kế hoạch mua lại Dịch vụ máy tính liên kết (ACS), một công ty cung cấp dịch vụ và gia công phần mềm, với giá 6,4 tỷ USD. Quá trình mua lại này đã hoàn tất vào tháng 2 năm 2010. Xerox đã trả 4.935 cổ phiếu Xerox và 18,60 đô la tiền mặt cho mỗi cổ phiếu của ACS, tổng cộng là 6,4 tỷ đô la, tương đương 63,11 đô la cho mỗi cổ phiếu của ACS.

### Những năm 2010
Vào tháng 5 năm 2011, Xerox đã mua lại NewField IT, tuy nhiên số tiền không được tiết lộ.
Vào tháng 12 năm 2013, Xerox đã bán nhóm thiết kế, kỹ thuật và hóa học sản phẩm mực in rắn ở Wilsonville, Oregon và các tài sản liên quan mà công ty đã mua từ Tektronix trước đó cho 3D Systems với giá 32,5 triệu USD tiền mặt.
Vào tháng 12 năm 2014, Xerox đã bán mảng kinh doanh Gia công phần mềm CNTT mà họ đã mua lại vào năm 2009 từ Dịch vụ Máy tính Liên kết cho công ty Atos với giá 1,05 tỷ USD.  Lý do cho việc bán là do mảng kinh doanh này không tăng trưởng nhanh bằng các đơn vị khác của Xerox.
Vào tháng 1 năm 2016, Xerox thông báo rằng họ sẽ tách đơn vị dịch vụ kinh doanh của mình thành một công ty độc lập, sau áp lực từ cổ đông hoạt động và người điều hành công ty Carl Icahn. Tên và quản lý của công ty mới chưa được xác định. Icahn sẽ chỉ định ba thành viên trong ban giám đốc của công ty mới và ông sẽ chọn một người tư vấn cho việc tìm kiếm CEO. Vào tháng 6, Xerox thông báo rằng doanh nghiệp quản lý tài liệu sẽ tiếp tục sử dụng tên Xerox, trong khi công ty dịch vụ kinh doanh mới sẽ có tên là Conduent. Ashok Vemuri được bổ nhiệm làm Giám đốc điều hành của Conduent và Icahn sẽ kiểm soát ba ghế trong hội đồng quản trị của công ty mới. Xerox tiếp tục tìm kiếm một CEO mới cho mình; vào tháng 5, Burns thông báo ý định từ chức Giám đốc điều hành, nhưng vẫn giữ chức vụ Chủ tịch bộ phận quản lý tài liệu. Vào tháng 6 năm 2016, công ty thông báo rằng Jeff Jacobson sẽ trở thành Giám đốc điều hành mới sau khi kế hoạch tách công ty hoàn tất. Thay đổi này có hiệu lực từ tháng 1 năm 2017.
Vào ngày 31 tháng 1 năm 2018, Xerox thông báo rằng Fujifilm đã đồng ý mua 50,1% cổ phần kiểm soát của công ty với giá 6,1 tỷ đô la Mỹ. Số tiền này sẽ được sáp nhập vào liên doanh hiện tại của họ, là Fuji Xerox, có giá trị 18 tỷ đô la Mỹ sau khi mua lại.
Vào ngày 1 tháng 5 năm 2018, Chủ tịch Robert Keegan, Giám đốc điều hành Jeff Jacobson và bốn giám đốc khác đã tuyên bố từ chức theo thỏa thuận với các nhà đầu tư Carl Icahn và Darwin Deason. Thỏa thuận này là một phần của cuộc chiến ủy nhiệm mà Icahn và Deason tổ chức để phản đối thỏa thuận với Fujifilm. Tuy nhiên, vào ngày 4 tháng 5, Xerox đã rút lui khỏi thỏa thuận vì không thỏa mãn các quy định về việc ngừng kiện tụng. Icahn và Deason đã đưa ra một bức thư ngỏ gửi các cổ đông chỉ trích hội đồng quản trị và ban quản lý.
Sau đó, vào ngày 13 tháng 5, một thỏa thuận mới được đạt được và giao dịch với Fujifilm đã được hủy bỏ.
Vào tháng 11 năm 2019, Xerox đã bắt đầu chiến dịch để tiếp quản nhà sản xuất máy in và máy tính cá nhân HP Inc., tuyên bố ý định "tham gia trực tiếp" với các cổ đông sau khi HP từ chối hai đề xuất mua lại từ Xerox. Vào tháng 1 năm 2020, Xerox thông báo rằng họ sẽ tiếp tục đề xuất thay thế hội đồng quản trị của HP. HP đã phản đối đề xuất mua lại và xem nó là không có giá trị, dựa trên sự phối hợp được phóng đại, và đã đưa ra kế hoạch để bảo vệ quyền của cổ đông và ngăn chặn đề xuất mua lại, tin rằng đó là một sáng kiến của Carl Icahn.

### Những năm 2020
Vào tháng 2 năm 2020, Xerox đã thông báo việc tuyển dụng Tali Rosman làm Phó Giám đốc kinh doanh 3D của công ty. Tali Rosman trước đó đã làm việc tại NICE, nắm giữ vị trí phó chủ tịch và đứng đầu hoạt động kinh doanh tại khu vực Châu Mỹ. Cô sẽ báo cáo trực tiếp cho Giám đốc công nghệ Naresh Shanker.
Vào ngày 5 tháng 3, HP đã công bố rằng hội đồng quản trị của họ đã đồng ý từ chối đề nghị mua lại từ Xerox trị giá 24 đô la, bao gồm cổ phiếu và tiền mặt.
Vào ngày 13 tháng 3, Xerox đã thông báo tạm dừng chiến dịch mua lại HP bằng cách hoãn các hoạt động thuyết trình, phỏng vấn với báo chí và cuộc họp cổ đông của HP. Lý do chính được đưa ra là đại dịch COVID-19 đang lan rộng. Phó Chủ tịch kiêm Giám đốc điều hành Xerox, John Visentin, đã nhấn mạnh rằng ưu tiên hàng đầu là sức khỏe và an toàn của nhân viên, khách hàng, đối tác và cộng đồng, bao gồm cả việc mua lại HP.
Vào ngày 31 tháng 3 năm 2020, Xerox đã chính thức hủy bỏ đề nghị mua cổ phiếu trị giá 24 đô la.
Vào tháng 9 năm 2020, Xerox đã mở Trung tâm Xuất sắc Bắc Carolina tại Cary, Bắc Carolina. Trung tâm này bao gồm các hoạt động nghiên cứu và phát triển, phòng thí nghiệm in 3D, và trải nghiệm kỹ thuật số eXerox về tổ chức công nghệ thông tin.
Vào tháng 9 năm 2021, Xerox đã thông báo rằng sau 60 năm giao dịch trên Sở giao dịch chứng khoán New York, họ sẽ chuyển sang sàn giao dịch Nasdaq. Điều này đánh dấu một bước tiến trong quá trình chuyển đổi của Xerox và tập trung vào lĩnh vực phần mềm. Việc chuyển giao đã được thực hiện vào ngày 21 tháng 9 năm 2021, nhằm đối mặt và tận dụng những thách thức lớn trong các ngành công nghiệp và mang đến những cải tiến mới cho Xerox.

### In kỹ thuật số
Gary Starkweather, một nhà nghiên cứu của Xerox, đã phát minh máy in laser vào năm 1969 bằng cách sửa đổi một máy photocopy hiện có. Tuy nhiên, ban lãnh đạo Xerox ban đầu lo ngại rằng việc giới thiệu máy in laser, được gọi là Xerox 9700, có thể ảnh hưởng tiêu cực đến doanh thu từ kinh doanh máy photocopy. Vì vậy, việc phát triển máy in laser bị trì hoãn cho đến khi IBM ra mắt máy in laser 3800 vào năm 1976.
Xerox 1200 là một máy in không tác động thương mại đầu tiên, được giới thiệu vào năm 1973, dựa trên công nghệ máy photocopy 3600. Đặc biệt, nó được trang bị một bộ tạo ký tự quang học được thiết kế bởi kỹ sư quang học Phil Chen.
Sau khi IBM giới thiệu máy in laser vào năm 1976, Xerox đã ra mắt máy in laser Xerox 9700 vào năm 1977. Công nghệ in laser cuối cùng đã trở thành một ngành kinh doanh trị giá hàng tỷ đô la cho Xerox.
Vào cuối những năm 1970, Xerox giới thiệu "Hệ thống trượt màu Xerox 350". Đây là sản phẩm cho phép khách hàng tạo ra các trang trình bày đồ họa và từ kỹ thuật số từ các ảnh 35 mm. Nhiều khái niệm và công nghệ được sử dụng trong chương trình "Photoshop" ngày nay đã được tiên phong bởi hệ thống này.
Năm 1980, Xerox công bố hệ thống in laser Xerox 5700. Đây là một phiên bản nhỏ hơn của máy in Xerox 9700, nhưng có tính năng màn hình cảm ứng đột phá và nhiều tùy chọn đầu vào (đĩa xử lý văn bản, thẻ từ IBM, v.v.) và tùy chọn "hoàn thiện" máy in. Mặc dù không có ý định đưa sản phẩm này vào thị trường thương mại do chi phí phát triển cao, nó được sử dụng như một biểu tượng cho sự đổi mới của Xerox. Máy in này đã thành công với nhiều khách hàng, nhưng nhanh chóng được thay thế bằng máy in điện tử phân tán Xerox 2700 nhỏ gọn và giá thành thấp hơn vào năm 1982.

### Trung tâm nghiên cứu Palo Alto

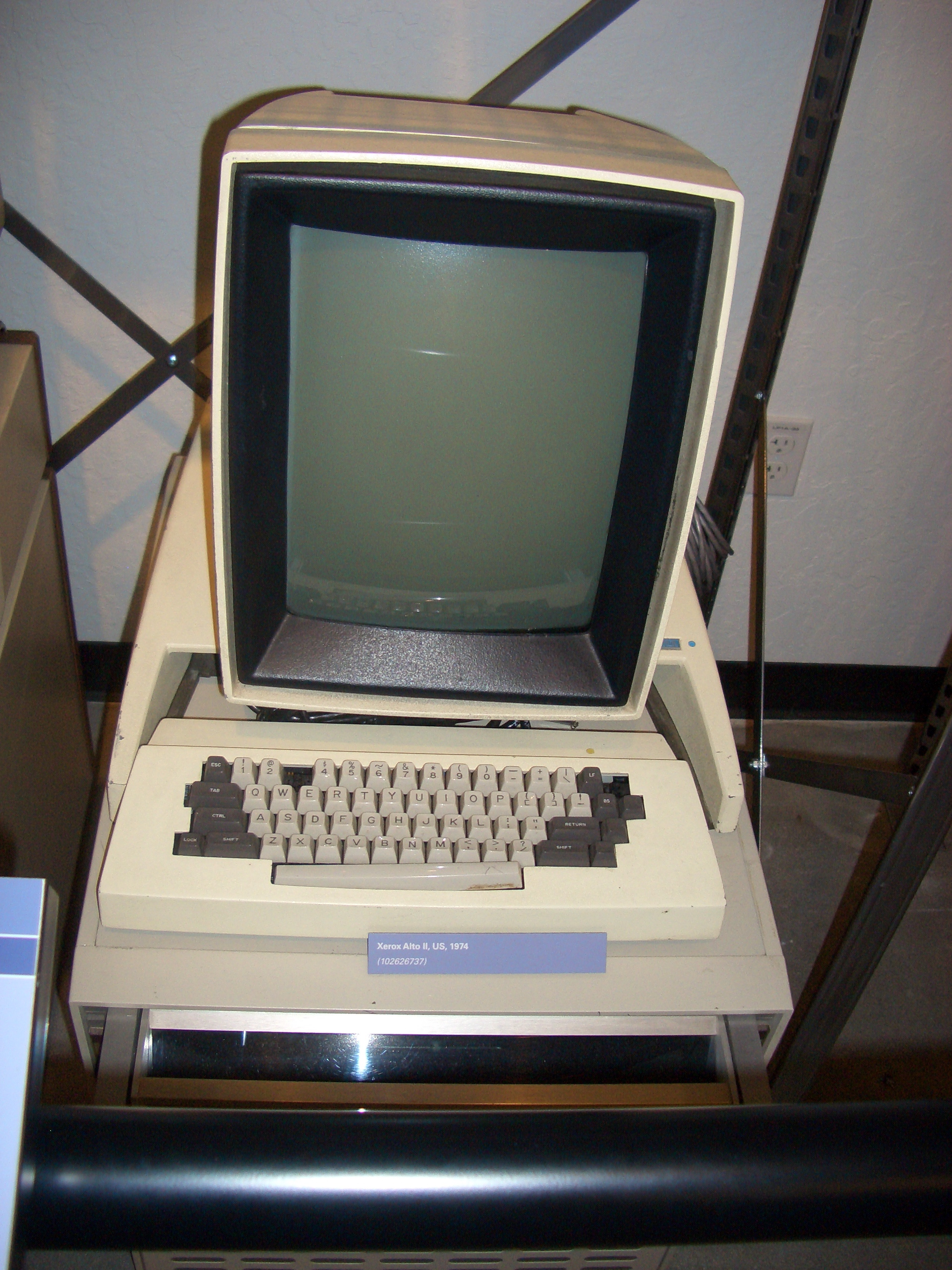
Máy trạm Xerox Alto được phát triển tại Xerox PARC.

Vào năm 1970, Xerox thành lập Trung tâm Nghiên cứu Xerox Palo Alto (PARC) dưới sự lãnh đạo của C. Peter McColough. Tại PARC, họ phát triển nhiều công nghệ tiên tiến như giao diện đồ họa (GUI), in laser, trình soạn thảo văn bản WYSIWYG và Ethernet. Từ đó, họ tạo ra Xerox Alto vào năm 1973, một máy tính mini nhỏ tương tự máy trạm hoặc máy tính cá nhân hiện đại, với màn hình kiểu tia âm cực, chuột và bàn phím QWERTY. Máy tính này không được bán thương mại, nhưng được cài đặt trong các văn phòng của Xerox trên toàn thế giới và các văn phòng của Chính phủ và quân đội Hoa Kỳ. Các máy tính này được kết nối với nhau qua mạng LAN của Xerox, Ethernet, sử dụng cáp đồng trục màu vàng và hệ thống dữ liệu gói. PARC cũng phát triển bộ giao thức nối mạng sớm nhất, PARC Universal Packet (PUP).
Vào năm 1979, Steve Jobs đã đạt thỏa thuận với phòng đầu tư rủi ro của Xerox: họ sẽ đầu tư 1 triệu USD để xem xét công nghệ đang được nghiên cứu. Jobs và nhóm của ông đã nhận ra tiềm năng thương mại của hệ thống WIMP (Cửa sổ, Biểu tượng, Menu và Thiết bị trỏ) và chuyển hướng phát triển Apple Lisa để sử dụng các công nghệ này. Jobs nói rằng "Họ chỉ không biết họ đang nắm giữ điều gì." Năm 1980, Jobs mời một số nhà nghiên cứu chủ chốt tại PARC tham gia công ty của ông để phát triển và thực hiện ý tưởng của họ.
Năm 1981, Xerox ra mắt Xerox Star, một hệ thống tương tự Alto. Đây là hệ thống thương mại đầu tiên kết hợp nhiều công nghệ đã trở thành tiêu chuẩn trong máy tính cá nhân, bao gồm màn hình bitmap, giao diện đồ họa dựa trên cửa sổ, chuột, mạng Ethernet, máy chủ tệp, máy chủ in và e-mail. Xerox Star và phiên bản tiếp theo Xerox Daybreak có công nghệ đột phá, nhưng không bán chạy do giá cả cao, lên tới 16.000 USD mỗi chiếc. Một văn phòng tiêu chuẩn với Xerox Star, bao gồm mạng và máy in, có giá 100.000 USD.
Giữa những năm 1980, Apple đã xem xét việc mua lại Xerox; tuy nhiên, không có thỏa thuận nào được đạt được. Thay vào đó, Apple đã mua bản quyền của giao diện người dùng Alto và điều chỉnh nó thành một máy tính cá nhân với giá cả phải chăng, nhằm vào thị trường kinh doanh và giáo dục. Apple Macintosh được ra mắt vào năm 1984 và trở thành máy tính cá nhân đầu tiên phổ biến giao diện người dùng đồ họa và chuột cho công chúng.
Năm 2002, PARC đã trở thành một công ty con độc lập hoàn toàn thuộc sở hữu của Xerox. Vào tháng 4 năm 2023, Xerox thông báo rằng họ sẽ chuyển giao phòng thí nghiệm và tài sản liên quan cho SRI International. Trong thỏa thuận này, Xerox sẽ tiếp tục nắm giữ phần lớn quyền sở hữu trí tuệ trong PARC và hưởng lợi từ sự hợp tác nghiên cứu ưu tiên với SRI/PARC.

## Rank Xerox
Công ty Rank Xerox, ban đầu là một liên doanh giữa Xerox và The Rank Organisation của Anh, đã mở rộng hoạt động từ Châu Âu sang Châu Á và Châu Phi. Từ năm 1997, Xerox Corporation đã trở thành chủ sở hữu hoàn toàn của công ty này. Tuy nhiên, sau khi mua lại, tên gọi Rank Xerox đã được thay đổi và Trung tâm Nghiên cứu Xerox Châu Âu đã thay đổi tên thành Trung tâm Nghiên cứu Xerox Châu Âu. Trung tâm nghiên cứu này, có trụ sở tại Pháp, đã được công ty công nghệ thông tin Hàn Quốc Naver Corporation mua lại vào năm 2017, và sau đó trở thành Naver Labs Europe.

## Sách tham khảo
- David Owen, Copies in Seconds: How a Lone Inventor and an Unknown Company Created the Biggest Communication Breakthrough Since Gutenberg—Chester Carlson and the Birth of the Xerox Machine, Simon & Schuster, 2004, ISBN 978-0-7432-5117-4.
- Charles D. Ellis, Joe Wilson and the Creation of Xerox, Wiley, 2006, ISBN 978-0-471-99835-8.